# The Disney Afternoon
The Disney Afternoon est un bloc de programmes de deux heures créés pour la syndication par la Walt Disney Television, filiale de la Walt Disney Company, et diffusé entre le 10 septembre 1990 et la fin de l'été 1997. Mais un programme Disney similaire a poursuivi jusqu'en 1999 sur la même tranche horaire mais plus en syndication, le programme est alors diffusé sur United Paramount Network (UPN).
Depuis, la plupart des séries sont diffusées aux États-Unis sur la chaîne Toon Disney entre 4h30 et 13h.

## Concept
Le bloc de programmes était divisé en quatre segments d'une demi-heure chacun accueillant un épisode d'une série d'animation. À chaque fin de saison, la série diffusée dans le premier segment était arrêtée, les séries conservées avancées d'une demi-heure et une nouvelle série lancée dans le quatrième segment.
Lors de la saison 1994-1995, l'émission a lancé des variations de programmation certains jours, les lundis et vendredi essentiellement, les dessins animés étant alors remplacés par d'autres.
Aux États-Unis, le bloc n'était pas obligatoire et certaines télévisions ont choisi de ne diffuser que certaines séries, complétant souvent avec d'autres productions Disney ou des programmes avec des animateurs.
Le concept a été réutilisé en Europe sous différents noms tels que Disney Parade et Disney Club en France
et Junior au Luxembourg.

## Historique

### Les débuts
Les premières séries utilisées par l'émission avaient souvent déjà été diffusées :
- Les Gummi ont été créés en 1985,
- La Bande à Picsou et Tic et Tac, les rangers du risque étaient diffusés par lot d'une heure avec plusieurs épisodes durant la saison 1989-1990 avant d'intégrer The Disney Afternoon.

Super Baloo semble être la première série produite spécialement pour l'émission.
Plusieurs des séries ajoutées par la suite sont issues de la courte série Raw Toonage apparue sur CBS à l'automne 1992 dont Le Marsupilami et Bonkers, tiré de He's Bonkers.

### Évolution du concept
Lors de la saison 1994-1995, la programmation a évolué avec l'ajout de deux journées spéciales les lundis et les vendredis nommées Monday Mania et Disney Action Friday. Les lundis et les vendredis, le troisième segment proposait une programmation différente du reste de la semaine. Deux nouvelles séries ont alors été lancées : The Schnookums and Meat Funny Cartoon Show et Gargoyles, les anges de la nuit.

Cette même saison inaugure une autre source de série avec la règle suivante « la création deux ans après un long métrage d'animation d'une série d'animation dérivée », ce fut d'abord Aladdin, tiré d'Aladdin (1992) puis Timon et Pumbaa, tiré du Roi Lion (1994).

Aussi en 1994, Marvel Comics lance la publication de comics basés sur les séries diffusées dans le bloc de programmes, au sein de leur gamme de produits basés sur les nouvelles productions Disney, les anciennes (Mickey, Donald, ...) étant elle publiées par Gladstone Publishing. Parmi les séries publiées chez Marvel on peut noter l'importance de Myster Mask et dans une moindre importance celles de Tic et Tac et Super Baloo. La première publication s'arrête au dixième numéro mais les histoires se poursuivent dans d'autres publications, Disney Comic Hits! de Marvel et Disney Adventures.
Le bloc a été débaptisé fin 1996-1997 mais une programmation Disney a persisté aux mêmes horaires puis réduite à 90 minutes à partir de la saison 1997-1998.

### Remplacement par Toon Disney
En 1997, l'émission The Disney Afternoon n'existe plus sous ce nom et est réduite à 90 min, au lieu des 120 minutes précédentes mais un programme similaire persiste.
La raison de ce changement vient du lancement par Disney de la chaîne câblée Toon Disney, annoncé le 8 décembre 1997 et prévu pour le 18 avril 1998. Cette chaîne doit diffuser en continu 24 heures sur 24 des productions Disney. De plus les stations locales américaines commencent à avoir du mal à rentrer dans leurs frais avec des blocs de programmes pour la jeunesse tout en respectant la réglementation sur la publicité pouvant être regardée par les enfants (en termes de quantité et de contenu). D'autres groupes de télévision comme FOX, UPN et WB voulaient prendre la main sur les programmes pour la jeunesse de la semaine.
Disney a poursuivi la syndication du bloc de programmes, réduit à 90 min, jusqu'à l'automne 1999, date à laquelle Disney et UPN ont créé un bloc sur UPN ainsi qu'un programme de deux heures le samedi matin contenant des programmes Disney.
À partir de la saison 1999-2000, une partie de ce qu'il restait du bloc de programme en syndication est diffusé le samedi matin sur ABC sous le nom de Disney's One Saturday Morning.
En 2001, One Saturday Morning lance une déclinaison diffusée le reste de la semaine nommée Disney's One Too, ressemblant à The Disney Afternoon.
La plupart des séries diffusées dans The Disney Afternoon continuent à être proposées en syndication de manière individuelle ou sur Toon Disney et Disney Channel.

## Programmation
|                       | 15:00                             | 15:30                                           | 16:00                                                                                                 | 16:30                                                          |
| --------------------- | --------------------------------- | ----------------------------------------------- | --- | -------------------------------------------------------------- |
| Première (1990-1991)  | Les Gummi                         | La Bande à Picsou                               | Tic et Tac, les rangers du risque                                                                     | Super Baloo                                                    |
| Seconde (1991-1992)   | La Bande à Picsou                 | Tic et Tac, les rangers du risque               | Super Baloo                                                                                           | Myster Mask                                                    |
| Troisième (1992-1993) | Tic et Tac, les rangers du risque | Super Baloo                                     | Myster Mask                                                                                           | La Bande à Dingo                                               |
| Quatrième (1993-1994) | Super Baloo                       | Myster Mask                                     | La Bande à Dingo                                                                                      | Bonkers                                                        |
| Cinquième (1994-1995) | Myster Mask                       | La Bande à Dingo                                | Bonkers lundi : The Schnookums and Meat Funny Cartoon Show vendredi : Gargoyles, les anges de la nuit | Aladdin                                                        |
| Sixième (1995-1996)   | La Bande à Dingo                  | Bonkers                                         | Aladdin                                                                                               | Gargoyles, les anges de la nuit vendredi : Timon et Pumbaa     |
| Septième (1996-1997)  | Myster Mask                       | Gargoyles, les anges de la nuit                 | Aladdin                                                                                               | Couacs en vrac lundi : Timon et Pumbaa vendredi : Mighty Ducks |
| Huitième (1997-1998)  | La Bande à Picsou                 | Couacs en vrac lundi et vendredi : Mighty Ducks | Les 101 Dalmatiens, la série                                                                          | -                                                              |
| Neuvième (1998-1999)  | Les 101 Dalmatiens, la série      | Doug                                            | Hercule                                                                                               | -                                                              |

1. ↑  Disney tente de diversifier la programmation avec des variantes du troisième créneau les lundis et les vendredis nommés Monday Mania et Disney Action Friday. Mais le format n'a pas convaincu et la nouvelle programmation a été annulée.
2. ↑  L'émission est réduite à 90 min

### Déclinaison du samedi matin
Certains des dessins animés à l'origine diffusé dans Disney Afternoon ont aussi été présenté le samedi matin sur ABC et CBS. Souvent les séries étaient diffusées en alternance ou en décalage avec Disney Afternoon :
- Myster Mask 1991-1993, ABC (saisons 2 et 3)
- La Bande à Dingo 1992-1993, ABC (saison 2)
- Aladdin 1994-1996, CBS (saisons 2 et 3)
- Timon et Pumbaa 1995-1997, CBS (saisons 2 et 4, tandis que Disney Afternoon diffusé les saisons 1 et 3)
- Mighty Ducks 1996-1997, ABC
- Les 101 Dalmatiens, la série 1997-1999, ABC (saison 1, Disney Afternoon diffusé la saison 2)

## Produits dérivés

### À Disneyland
Du 15 mars au 10 novembre 1991, une cérémonie promotionnelle nommée Disney Afternoon Avenue a été tenue dans le parc Disneyland en Californie. Associée à l'émission de télévision, elle présentait plusieurs éléments :
- Baloo's Dressing Room, basé sur Super Baloo
- des décors de bâtiments tirés des séries d'animation devant It's a Small World
- des personnages costumés
- la transformation de l'attraction Fantasyland Autopia en Rescue Rangers Raceway, d'après Tic et Tac, les rangers du risque

### Autres émissions
- Disney Parade en France
- Disney Club en France
- Junior au Luxembourg

### Jeux vidéo
The Disney Afternoon Collection, sortie le 18 avril 2017 sur PS4, Xbox One et PC.